# Fernando Gómez
Fernando Gómez Colomer (Valencia, 1965. szeptember 11. –) spanyol válogatott labdarúgó, edző.

## Pályafutása

### Klubcsapatban
Valenciában született. Pályafutását is szülővárosában kezdte a Valencia Mestalla csapatában 1983-ban. A felnőtt együttesben tizenöt éven keresztül játszott. 1983 és 1998 között több mint 450 mérkőzésen lépett pályára és 117 gólt szerzett. Az 1998–99-es szezonban Angliában a Wolverhampton Wanderers játékosa volt. 1999-ben hazatért a CD Castellón együtteséhez, ahol még egy évig játszott és visszavonult az aktív játéktól.  

### A válogatottban
1989 és 1992 között 8 alkalommal szerepelt a spanyol válogatottban és 2 gólt szerzett. Egy Magyarország elleni sevillai vb-selejtező alkalmával mutatkozott be 1989. november 15-én, amely 4–0-ás győzeéemmel zárult. Részt vett az 1990-es világbajnokságon, ahol a Dél-Korea elleni csoportmérkőzésen csereként lépett pályára. Uruguay, Belgium és Jugoszlávia ellen nem kapott lehetőséget.

## Sikerei, díjai
Valencia CF
- Spanyol bajnok (másodosztály) (1): 1986–87
- Spanyol kupadöntős (1): 1994–95

Spanyolország U20
- Ifjúsági világbajnoki döntős (1): 1985

## Külső hivatkozások
- Fernando Gómez adatlapja a National-Football-Teams.com oldalon (angolul)

- Fernando Gómez (angol nyelven). eu-football.info
- Fernando Gómez (angol, katalán, spanyol nyelven). BDFutbol.com
- Fernando Gómez (német nyelven). kicker.de
- Fernando Gómez adatlapja a worldfootball.net oldalon (angolul)